# Lutetia (lettertype)
Lutetia is een lettertype, dat door Jan van Krimpen is ontworpen voor de lettergieterij Enschedé te Haarlem. De lutetia romein komt uit de jaren 1922-1923. De cursieve variant dateert uit 1924-1925.
De benodigde patrijzen voor de matrijzen werden door stempelsnijder P.H. Rädisch met de hand gemaakt naar het ontwerp van Van Krimpen. Na het vijlen en bewerken van de ijzeren staafjes werden de patrijzen gehard, en daarna in het koper van de matrijs geperst. Meestal had een stempelsnijder invloed op het uiteindelijke resultaat. De eerste versie naar de tekeningen, die Van Krimpen aan Rädisch had geleverd, waren naar het oordeel van Sem Hartz heel succesvol, maar Van Krimpen zag dat anders: hij wilde zelf de volledige controle over het ontwerp houden. Er kwam een tweede versie, alle stempels werden opnieuw gemaakt, en die versie werd uiteindelijk in productie genomen door Enschedé. Naar de mening van Hartz is die versie "zeker onberispelijk in zijn uiteindelijke vorm, maar heeft het een enigszins hoogdravend uiterlijk, dat in de eerste vorm afwezig is".
De letter veroorzaakte een sensatie in de vakbladen van letterontwerpers. De Engelse firma Monotype wilde ook wel een versie van de letter uitbrengen. In een recensie in The Fleuron beschreef Stanley Morison de letter aldus: in its singular beauty and clarity of form was de Lutetia geen 'revival' van een historische letter maar een geheel nieuw ontwerp. Morison wilde de Lutetia ook voor Monotype als lettertype. Morison en W.I. Burch, de directeur van Monotype, zochten in 1928 contact met Van Krimpen.
Maar Van Krimpen had zo zijn bedenkingen, want bij Monotype werden de punches naar voorbeeld met een pantograaf gemaakt. Het handwerk was vrijwel uitgebannen, maar hij gaf toch zijn toestemming. Dan was er nog de unit-indeling: de breedte van de letter wordt gemeten in veelvouden van 1/18-deel van de breedste letter, gemeten in kwart-pica-punt: de set. Monotype beloofde aanpassingen te doen zolang Van Krimpen nog bezwaren had. Van Krimpen had dan wel zijn toestemming gegeven om zijn ontwerp te laten bewerken voor machine-zetsel, maar later moest hij toch toegeven dat het resultaat beter was dan hij had verwacht. Wel gaf hij aan dat er nooit mee had ingestemd, als hij van tevoren had geweten hoe het zou lopen. 
Naast de Monotype-variant van deze letter, was ook bij Lettergieterij Enschedé de handletter beschikbaar. Aangezien de letterhoogte en de lijning van deze twee varianten van elkaar verschillen, konden de letters niet door elkaar in één zetsel gebruikt worden.

## Aangepaste Lutetia
Van Krimpen kreeg in de zomer van 1929 bezoek van de boekkundige Porter Garnett. Deze hoogleraar in de grafische kunst aan het Carnegie Institute of Technology in Pittsburgh had de opdracht gekregen een catalogus van de Frick Collection te drukken, en wilde dat in de Lutetia doen. Wel wilde Garnett een aantal letters aanpassen: C E F G L Q e h i j m n s 8 ? ! . , : ; ( ) - ` ' [ ]. Van Krimpen was heel tevreden over het resultaat daarvan, maar toen jaren later de Amerikanen aanboden de aangepaste letters voor algemeen gebruik vrij te geven, zag hij daarvan af. De beschikbaarheid van alternatieve karakters of een alternatieve versie zou maar verwarring kunnen veroorzaken.

## Open kapitalen
Van Krimpen graveerde voor Enschedé met een burijn open ruimte in kapitalen van 36 en 48 punt om ze te kunnen gebruiken als sierletters en voor koppen. Omstreeks 1930 werd besloten daarvoor ook matrijzen te maken.
Monotype Lutetia Series 255: Lutetia romein/cursief
zetsel-matrijzen Unit-arrangements verschillen voor elk corps
| corps:      | 8D     | 10D    | 12D    | 14D    | 16D    | 20D    |
| UA romein:  | 334    | 306    | 307    | 308    | 170    | 172    |
| UA cursief: | 334    | 306    | 308    | 308    | 171    | 172    |
| set:        | 7.5    | 8      | 10.75  | 11.75  | 13.5   | 16.5   |
| line:       | M.1215 | M.1276 | M.1305 | M.1488 | M.1488 | M.1980 |

display-matrijzen:
| corps: | 28D    | 36D    | 48D    |
| line:  | T.2754 | T.3554 | T.4790 |